# Су-Парса
Су-Парса́ (фр. Sous-Parsat) — коммуна во Франции, находится в регионе Лимузен. Департамент коммуны — Крёз. Входит в состав кантона Сен-Сюльпис-ле-Шан. Округ коммуны — Обюссон.
Код INSEE коммуны — 23175.

## Население
Население коммуны на 2010 год составляло 141 человек.
| 1962 | 1968 | 1975 | 1982 | 1990 | 1999 | 2010 |
| ---- | ---- | ---- | ---- | ---- | ---- | ---- |
| 227  | 203  | 191  | 181  | 155  | 138  | 141  |

## Экономика
В 2010 году среди 81 человека трудоспособного возраста (15—64 лет) 51 были экономически активными, 30 — неактивными (показатель активности — 63,0 %, в 1999 году было 68,5 %). Из 51 активных жителей работали 46 человек (21 мужчина и 25 женщин), безработных было 5 (3 мужчин и 2 женщины). Среди 30 неактивных 7 человек были учениками или студентами, 18 — пенсионерами, 5 были неактивными по другим причинам.